# Jezioro Długie (gmina Międzychód)
Jezioro Długie – jezioro w woj. wielkopolskim, w powiecie międzychodzkim, w gminie Międzychód, leżące na terenie Pojezierza Poznańskiego.

## Dane morfometryczne
Powierzchnia zwierciadła wody wynosi 5,0 ha.

## Hydronimia
Według spisu opracowanego przez Komisję Nazw Miejscowości i Obiektów Fizjograficznych (KNMiOF) nazwa tego jeziora to Jezioro Długie.